# Basiliek van Onze-Lieve-Vrouw van het Heilig Hart
De Basiliek van O.L.V. van het Heilig Hart is een katholiek kerkgebouw, en bedevaartskerk van de Rooms-Katholieke Kerk, aan de Oude Markt in het historisch centrum van Sittard.

## Geschiedenis
De geschiedenis van de kerk gaat terug tot 1843. In dat jaar vestigden de zusters Ursilinen zich in het "Huis op de Berg" (Ursulinenklooster) in Sittard. 
Rond 1866 werd de streek getroffen door dysenterie. Een moeder uit Luik die drie dochters had studeren in het klooster, stuurde hen medailles met een beeltenis van Maria ter bescherming tegen de epidemie.
Marie Verheggen, een van de drie meisjes, slikte tijdens naaiwerkzaamheden per ongeluk een naald in. Het lukte anderen niet om deze naald uit haar keel te verwijderen. Men riep 33 maal om Maria's bijstand ("Notre Dame du Sacré Coeur, priez pour nous") terwijl het meisje de medaille droeg, waarna zij de naald alsnog opgaf. Naar aanleiding van dit veronderstelde wonder kwamen er in de tijd daarna veel pelgrims naar Sittard.
De kerk werd gesticht ten behoeve van de in 1867 in Sittard ingestelde Heilig Hartdevotie en verving hierbij de hiervoor veel te kleine kapel van het Ursulinenklooster. De bouw werd mede mogelijk gemaakt door giften uit heel Nederland. Op 2 juni 1875 werd de eerste steen gelegd. Deze marmeren steen, die afkomstig was uit de Catacombe van Sint-Calixtus, werd geschonken door paus Pius IX. In 1877 was de bouw voltooid en op 5 juli 1879 kon Joannes Paredis, de bisschop van Roermond, de kerk consacreren. In 1883 werd de kerk door paus Leo XIII, als eerste kerk in Nederland, tot basiliek verheven (basilica minor).

## Architectuur
De opdracht voor het ontwerpen van de kerk werd in 1873 gegeven aan architect Johannes Kayser, die hierbij uitging van een door deken F.X. Rutten gemaakte eerste opzet. Kayser, die was opgeleid op het bureau van P.J.H. Cuypers, hanteerde voor de kerk, zijn tweede ontwerp, een neogotische stijl gebaseerd op de vroege gotiek. Deze stijl vertoont grote overeenkomsten met werk van zijn leermeester, met name de Posthoornkerk in Amsterdam, maar ook met de Munsterkerk in Roermond. Kayser ontwierp later ook het tegenover de kerk liggende, in 1892 gebouwde Mariapark, een bouwwerk dat kenmerkend is voor zijn latere, op de Noord-Duitse baksteengotiek gebaseerde stijl.
Het gebouw is een kruisbasiliek, wat betekent dat het schip bestaat uit een hoge lichtbeuk en lagere zijbeuken en van het koor gescheiden wordt door een dwarsschip of transept. De opzet van het interieur is voor het grootste deel ontleend aan dat van de Kathedraal van Laon in Frankrijk, een vroeg-gotisch bouwwerk dat duidelijke kenmerken van het late romaans vertoont. Om de beperkte ruimte optimaal te benutten werd de kerk naar voorbeeld van Laon voorzien van galerijen boven de zijbeuken. De achterwand van de kerk bestaat uit honderden geglazuurde votiefstenen. In plaats van een westtoren heeft de kerk een grote achtzijdige vieringtoren met flankerende torentjes, eveneens gemodelleerd naar de torens van Laon, terwijl de voorgevel geflankeerd wordt door veelhoekige traptorens. Het koor is voorzien van een kooromgang met straalkapellen naar voorbeeld van de kathedraal van Reims.
De Basiliek van Onze-Lieve-Vrouw van het Heilig Hart is een rijksmonument.

## Algemeen

Het wapen van de basiliek

De basiliek is gelegen aan de Oude Markt 3, tussen het Dominicanenklooster en het Ursulinenklooster. Het is geen parochiekerk, wel leiden priesters van de samenwerkende parochies Sittard de missen. De basiliek wordt beheerd door de Aartsbroederschap van Onze Lieve Vrouw van het Heilig Hart. 
Na de verheffing tot basiliek mag een kerk ook een wapen voeren. Op 15 januari 1991 kreeg de OLV van het Heilig Hartbasiliek een wapen door de Hoge Raad van Adel toegewezen. In dit wapen komt een kruis voor dat ook in het wapen van Sittard voorkomt.

## Galerij

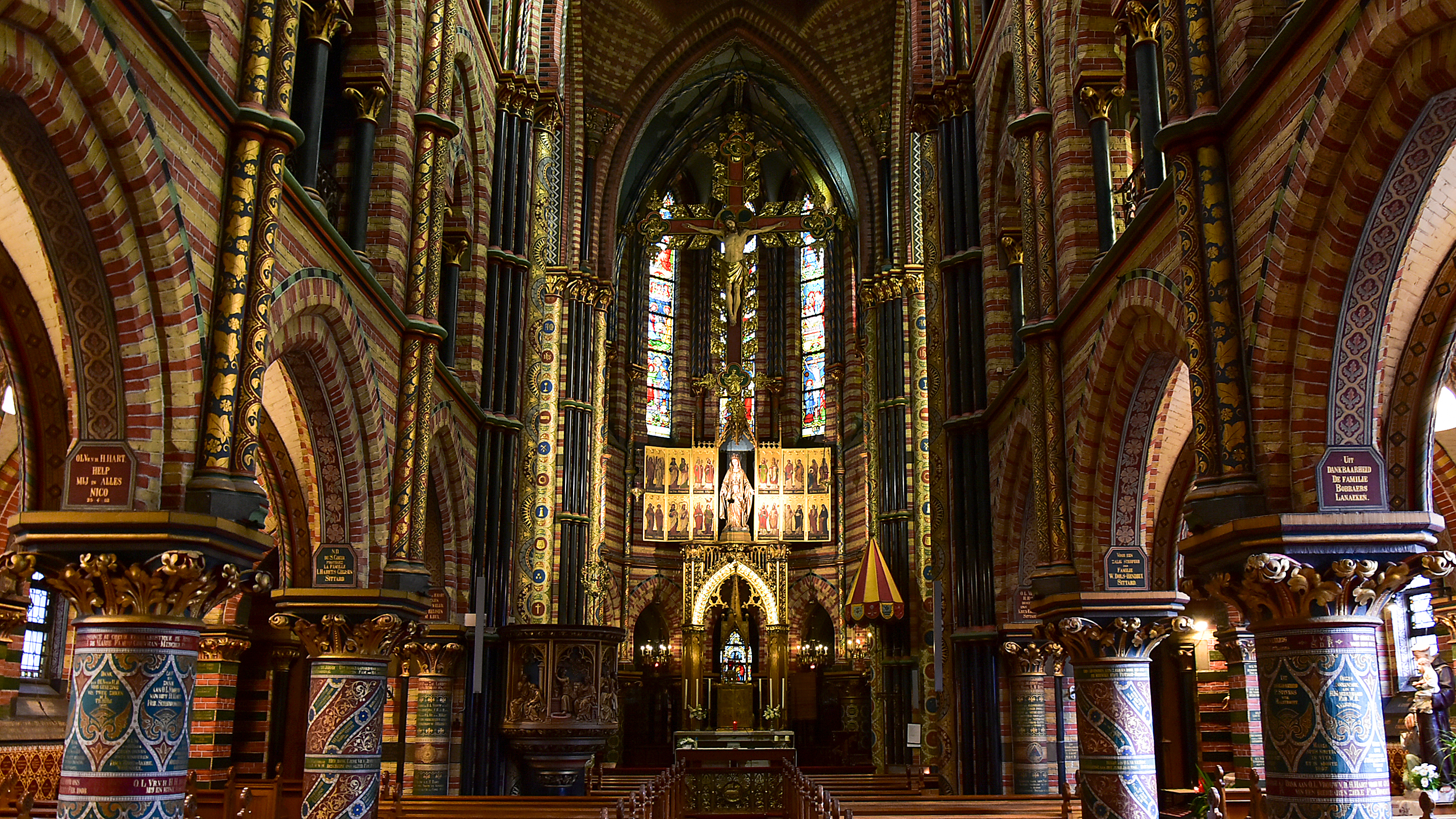
Schip en priesterkoor
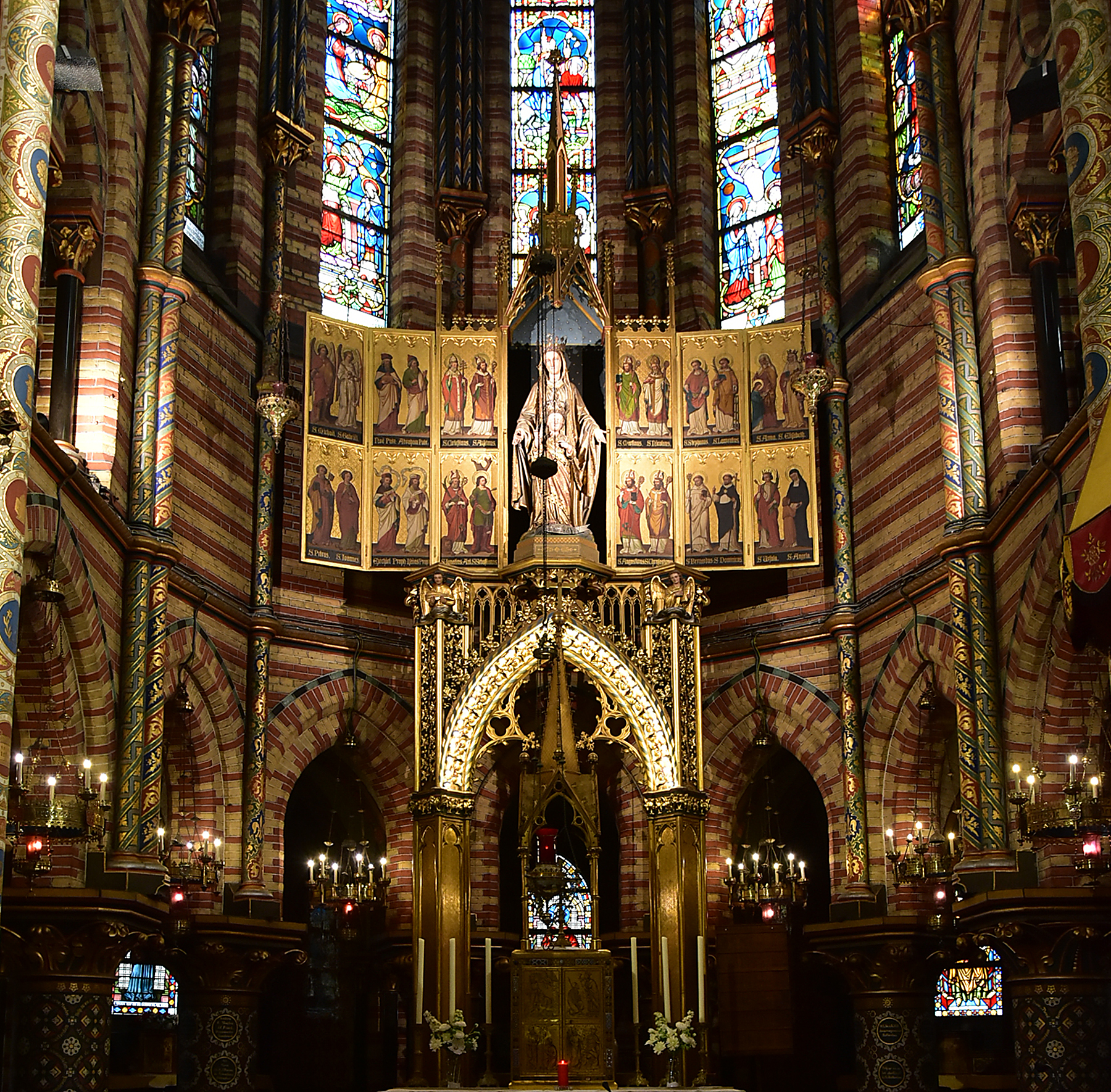
Hoogaltaar
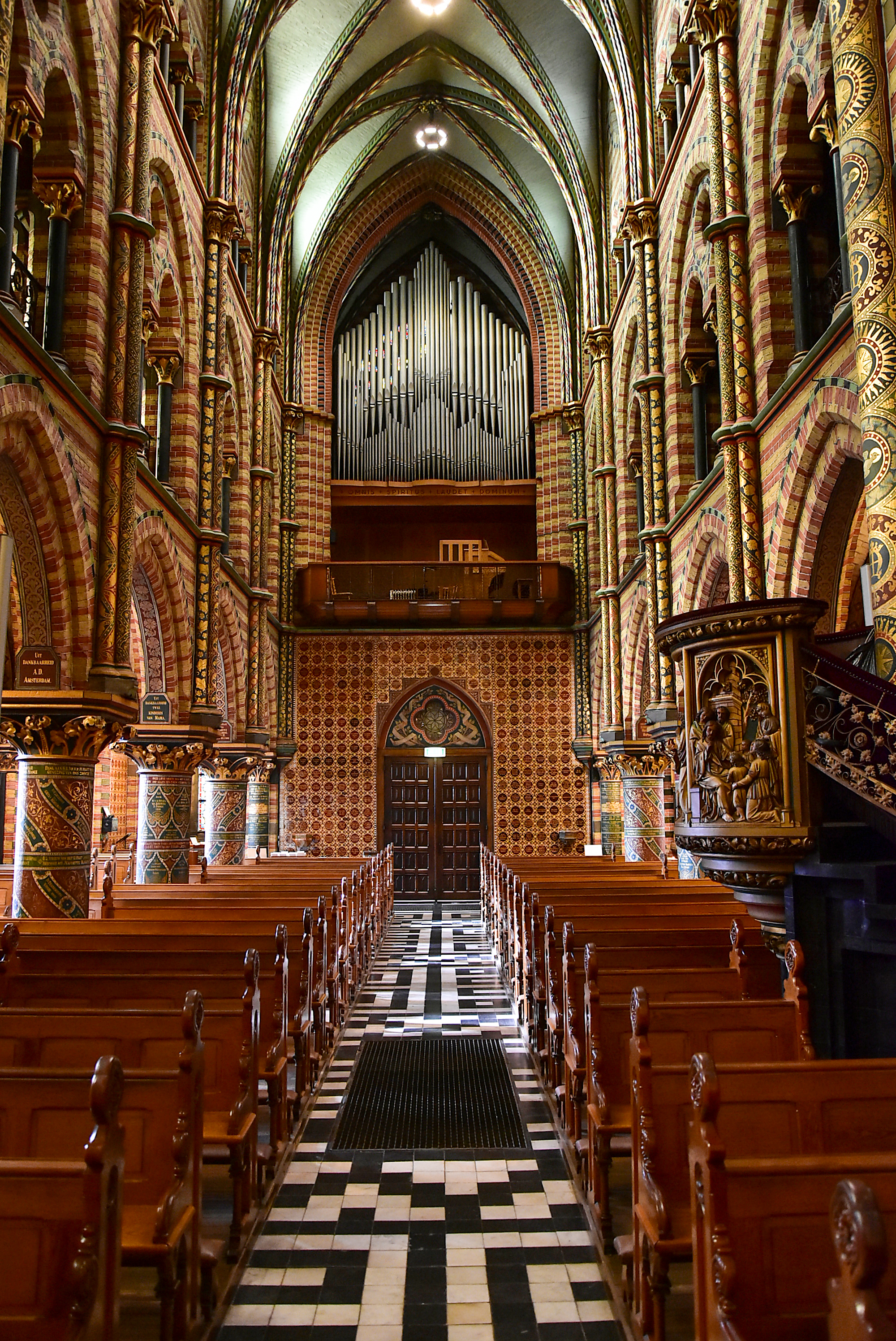
Achterzijde schip en kerkorgel